# Records
Records (títol original en anglès Stardust Memories) és una pel·lícula de Woody Allen, una comèdia àcida i molt autoreferent amb reminiscències a la pel·lícula Fellini 8 ½ de Federico Fellini. S'ha doblat al català.

## Argument
En Sandy Bates (Woody Allen) és un cineasta cansat de fer pel·lícules de comèdia. En un moment dolent de la vida, els executius d'un estudi volen tallar el final desesperat de la seva següent pel·lícula per fer-lo més comercial. Alhora, és convidat a un festival de retrospectiva de les seves pel·lícules, on és assetjat per fanàtics.
És aquí on coneix la Daisy (Jessica Harper), una violinista que li fa recordar la seva ex-xicota, problemàtica, Dorrie (Charlotte Rampling), però la seva xicota francesa Isobel (Marie-Christine Barrault) el visita amb els fills. Incapaç de decidir-se sobre qui estimar, quin nou final posar a la pel·lícula i lluitar contra els dimonis del passat, fantasieja sobre la seva pròpia mort i promet a Isobel reescriure no només el final de la seva pel·lícula, sinó també el de la seva vida. La pel·lícula es tanca amb els protagonistes sortint de la sala de projecció del festival, comentant la mateixa pel·lícula.

## Repartiment
- Woody Allen: Sandy Bates
- Charlotte Rampling: Dorrie
- Jessica Harper: Daisy
- Marie-Christine Barrault: Isobel
- Tony Roberts: Tony Roberts
- Daniel Stern: un actor
- Amy Wright: Shelley
- Helen Hanft: Vivian Orkin
- John Rothman: Jack Abel
- Judith Roberts: una cantant
- Sharon Stone: noia bonica del tren
- Brent Spiner: fan al lobby
- Laraine Newman: executiva cinematogràfica
- Louise Lasser: secretària de Sandy